# Otomi Sierra
 Otomi Sierra aka Otomi das Terras Altas (Otomi de la Sierra) é um grupo dialetal da língua otomi falado no ]] por cerca de 72 mil pessoas nas terras altas do leste de Hidalgo, oeste de Veracruz e norte de Northern Puebla). Os próprios falantes chamam a língua de  Yųhų  (Terras Altas Orientais) ou  Ñųhų  (Texcatepec e Tenango). Lastra 2001 classifica a língua como uma língua Otomi oriental junto com Otomi Ixtenco, Otomi Tilapa, e Otomi Acazulco. As três variedades de Sierra Otomi – Terras Altas Orientais, Texcatepec e Tenango - são mais de 70% lexicamente semelhantes; os dialetos das Terras Altas Orientais estão acima de 80% e serão os considerados aqui.

## Falantes
Os municípios com populações significativas de Sierra Otomi incluem os seguintes (Dow 2005: 236). Muitos desses municípios também têm falantes Tepehua, Totonac e Nahuatl.
Hidalgo
- Acaxochitlan
- Huehuetla Municipality, Hidalgo|Huehuetla
- San Bartolo Tutotepec
- Tenango de Doria
- Tulancingo

Puebla,
- Francisco Z. Mena
- Pahuatlán
- Pantepec
- Tlacuilotepec
- Tlaxco

Veracruz
- Benito Juárez
- Chicontepec de Tejeda|
- Coatzintla
- Coyutla
- Huayacocotla
- Ixhuatlán de Madero
- Temapache
- Texcatepec
- Tihuatlán
- Tlachichilco
- Zacualpan,

## Escrita
O dialeto Otomi Sierra usa o alfabeto latino sem as letras Q, V, W; As 5 vogais, exceto I, podem ter a forma com barra inferior. Usam-se as formas Ñ, Ts Zh.

## Fonologia
O inventário fonêmico fornecido abaixo é baseado na fonologia particular do dialeto Otomi de la Sierra, conforme documentado por Voigtlander e Echegoyen (1985), os inventários fonêmicos de outros dialetos variam ligeiramente em relação ao de Otomi de la Sierra.

### Consoantes
|                | Bilabial | Bilabial | Dental | Dental | Alveolar | Alveolar | Palatal | Palatal | Velar | Velar | Glotal | Glotal |
| -------------- | -------- | -------- | ------ | ------ | -------- | -------- | ------- | ------- | ----- | ----- | ------ | ------ |
| Nasal Oclusiva | m        | m        |        |        | n        | n        |         |         |       |       |        |        |
| Plosiva        | p        | b        |        |        | t        | d        |         |         | k     | ɡ     | ʔ      | ʔ      |
| Fricativa      | ɸ        | ɸ        | θ      | θ      |          |          | ʃ       | ʃ       | x     | x     | h      | h      |
| Africada       |          |          |        |        | ts       | dz       |         |         |       |       |        |        |
| Vibrante       |          |          |        |        | ɾ        | ɾ        |         |         |       |       |        |        |
| Aproximante    |          |          |        |        |          |          | j       | j       | w     | w     |        |        |

### Vogais
|             | Anterior | Anterior | Central | Central | Posterior | Posterior |
| oral        | nasal    | oral     | nasal   | oral    | nasal     |           |
| ----------- | -------- | -------- | ------- | ------- | --------- | --------- |
| Fechada     | i        | ĩ        | ʉ       |         | u         | ũ         |
| Meio aberta | e        |          | ø       |         |           | õ         |
| Medial      | ɛ        | ɛ̃        |         |         | ɔ         |           |
| Aberta      |          |          | ɑ       | ɑ̃       |           |           |

## Amostra de texto
João 3:16
Nguetho ɛ̨mmɛ di huɛ̨gahʉ Oją gue dí ꞌbʉhmbʉ ua ja ra ximhäi. Janangueꞌa bi ꞌdajʉ rá ꞌdatsꞌʉntꞌʉ ngue ma yąntehʉ, nꞌdamhma hin da nu ran ʉnbi maząi toꞌo gätho di däp rá mbʉi a, pɛgue din tꞌun ra ꞌdaꞌyote maząi.
Português
Porque Deus amou o mundo de tal maneira que deu o seu Filho unigênito, para que todo aquele que nele crê não pereça, mas tenha a vida eterna.